# Yuno Yamanaka
Yuno Yamanaka (japanisch 山中 柚乃 Yamanaka Yuno; * 25. Dezember 2000 in Sakai) ist eine japanische Leichtathletin, die sich auf den Hindernislauf spezialisiert hat, aber auch im Mittel- und Langstreckenlauf an den Start geht.

## Sportliche Laufbahn
Erste internationale Erfahrungen sammelte Yuno Yamanaka im Jahr 2021, als sie dank ihrer Position in der Weltrangliste über 3000 m Hindernis an den Olympischen Sommerspielen in Tokio teilnahm und dort mit 9:43,83 min in der Vorrunde ausschied. Im Jahr darauf verpasste sie auch bei den Weltmeisterschaften in Eugene mit 10:18,18 min den Finaleinzug.
In den Jahren 2021 und 2022 wurde Yamanaka japanische Meisterin über 3000 m Hindernis.

## Bestleistungen
- 3000 Meter: 9:13,97 min, 10. Juli 2021 in Abashiri
- 5000 Meter: 15:46,78 min, 11. Dezember 2021 in Kyōto
- 2000 m Hindernis: 6:19,55 min, 25. April 2021 in Kōbe (japanische Bestleistung)
- 3000 m Hindernis: 9:38,19 min, 11. Juni 2022 in Osaka